# Động đất Puerto Armuelles 2003
Động đất Puerto Armuelles 2003 (tiếng Tây Ban Nha: Terremoto de Puerto Armuelles de 2003) là trận động đất xảy ra vào lúc 02:11 (UTC−5), ngày 25 tháng 12 năm 2003. Trận động đất có cường độ 6.5 richter, tâm chấn độ sâu khoảng 33 km. Hậu quả trận động đẩt đã làm 2 người chết, 75 người bị thương.